# Maison romano-gothique (Toulouse)
Pour les articles homonymes, voir Maison romane et Maison gothique.
La maison romano-gothique est un immeuble qui se situe au no 15 rue Croix-Baragnon, dans le centre historique de Toulouse en France. Le bâtiment, construit au début du XIVe siècle, est considéré comme l'une des plus anciennes constructions civiles de la ville, avec la tour Maurand et le mur des greniers des Moulins du Château. 
Cette maison est un témoignage rare de l'architecture civile gothique, qui connait encore, au début du XIVe siècle, l'influence de la sculpture romane. Ce décor sculpté, qui occupe les chapiteaux et les bandeaux en pierre, est d'ailleurs remarquable par son originalité et sa profusion. La maison romano-gothique a été plusieurs fois remaniée, particulièrement au milieu du XVIIe siècle et au début du XXe siècle, mais elle a en grande partie retrouvé, grâce aux études réalisées après 1990 et à la campagne de travaux de 1998, son aspect originel.

## Histoire
La maison romano-gothique est construite probablement au début du XIVe siècle pour des propriétaires inconnus. L'édifice médiéval ne devait pas être plus large que l'immeuble actuel, comme le prouvent les bandeaux de pierre qui se terminent à chaque extrémité. Il s'agit alors d'une maison composée de deux corps de bâtiments accolés, l'un en briques, sur rue, et l'autre en bois, sur cour. Le corps de bâtiment sur rue s'élève alors sur quatre niveaux : une cave, un rez-de-chaussée de boutiques, un premier étage d'habitation, ouvert de baies géminées et décoré de fresques, et un deuxième étage en pan de bois. La cave appartenait à un bâtiment plus ancien encore que la maison actuelle, et a conditionné la forme du corps de bâtiment sur rue, reconstruit au XIVe siècle. Le corps de bâtiment sur cour, intégralement en bois, est porté par des poteaux afin de laisser le rez-de-chaussée dégagé. L’accès aux parties privées de la maison se fait par le grand portail de pierre qui donne dans un couloir qui donne accès à la cour où se trouve un escalier, qui permet d'accéder au premier étage. La pièce principale, du côté rue, est équipée d’une grande cheminée sur le mur de refend, et ses murs sont recouverts d’un enduit. Cette salle centrale s'ouvre sur les autres pièces de la maison en particulier une chambre, ornée d'un décor de rosaces à quatre feuilles noir et rouge, et un escalier en vis qui mène à l'étage supérieur.
Le premier propriétaire identifié, en 1477, est un certain Jacques Bénazet. Il appartient à une importante famille de l'élite toulousaine, dont le nom a parfois varié – Bénazet, Benedicti, Benezeyt, Bénézit ou encore Benoist –, et dont plusieurs des membres accédèrent à des charges de capitouls ou de parlementaires entre le XVe siècle et le XVIe siècle. Le logis de Jacques Bénazet est alors plus vaste que l'immeuble actuel et comprend plusieurs immeubles voisins (actuels no 17 rue Croix-Baragnon et une partie du no 7 rue Tolosane). En 1505, l'immeuble appartient à un parent de Jacques Bénazet, Charles Bénédicti, avant de passer en 1525 à ses héritiers. En 1539, on y trouve Nicolas Benoist et ses frères, puis, entre 1550 et 1571, Pierre Benoist, seigneur de Pechbonnieu et conseiller au Parlement de 1557 à 1572. Au début du XVIIe siècle, le vaste logis des Benoist passe à la famille de Vézian, par le mariage en 1613 de Charles de Vézian, conseiller au Parlement de 1597 à 1633, avec Marie de Benoist. Mais en 1650, leur fils, Étienne de Vézian, seigneur de Mazade, partage l'immeuble entre trois propriétaires différents. Il ne garde que la partie de l'immeuble en façade sur la rue Tolosane, cède le no 17 rue Croix-Baragnon à un certain P. Dupuis, et l'actuelle maison romano-gothique à son cousin Antoine Roubert, maître apothicaire.
Dans la seconde moitié du XVIIe siècle, la maison romano-gothique est achetée par le trésorier de France François d'Aldéguier. C'est à cette époque que le corps de bâtiment sur cour est entièrement rebâti en briques, la distribution des pièces est modifiée, tandis que le corps de bâtiment sur rue est largement remaniée, par la suppression du dernier étage et la création d'un étage intermédiaire, établi au-dessus du rez-de-chaussée et percé de fenêtres, ce qui provoque la destruction des arcs en ogive des boutiques. L'immeuble est transmis aux héritiers de François d'Aldéguier, mais en 1738, il est vendu à Pierre Leblanc, conseiller au Parlement de 1711 à 1745. C'est son fils Clément-Marie Leblanc, conseiller en 1742, qui en hérite en 1745. Il meurt quant à lui durant la Révolution française, le 14 juin 1794, victime de la répression qui touche les parlementaires toulousains durant la Terreur : enfermé à la prison de la Visitation, avec 35 autres parlementaires, il est peu après envoyé à Paris pour y être jugé, condamné et exécuté sur la place de la Révolution.
En 1923, un deuxième étage est ajouté à l'édifice. C'est peut-être à cause de l'émotion provoquée par cette construction que la maison romano-gothique est partiellement classée à l'inventaire des monuments historiques, pour l'ensemble du premier étage. Vers 1945, de nouveaux travaux permettent de débarrasser la façade des devantures en bois des boutiques du rez-de-chaussée, qui masquent complètement les arcades. En 1990, de nouvelles recherches sont menées sur la maison romano-gothique, qui renouvellent les connaissances et l'intérêt qu'on lui porte : ces travaux permettent la découverte de fresques médiévales en 1991, et la réévaluation de la qualité des constructions du XVIIe siècle, particulièrement dans la cour. En 1997 est décidée l'extension du classement aux monuments historiques à l'édifice entier. L'année suivante démarre une campagne de restauration de la façade, dans le but de rendre à la façade sur rue son aspect du XIVe siècle.

## Description
L'édifice ne présente pas une façade très large, longue de 14 mètres, comptant cinq travées. La façade s'élève sur trois étages, le plus remarquable étant le deuxième étage.
Le rez-de-chaussée est ouvert à gauche de la façade par une porte, qui donne accès à la cour et à l'escalier qui dessert les étages de la maison. La porte, en arc brisé et moulurée, est en pierre de taille. À droite de la porte, deux boutiques s'ouvrent sur la rue par deux grands arcades segmentaires à double rouleau. Sur le côté droit de l'arcade de droite peut encore se distinguer le piédroit en pierre, mouluré en chanfrein. Si les arcades avaient été endommagées au XVIIe siècle par l'aménagement des fenêtres du premier étage, elles ont été partiellement reconstituées lors de la rénovation de 1998. 
Le premier étage n'a été aménagé qu'au XVIIe siècle, aux dépens du rez-de-chaussée. Le percement de quatre fenêtres rectangulaires qui l'éclairaient provoqua la destruction partielle des deux grands arcs de boutiques du rez-de-chaussée et de la partie supérieure de la porte. Lors de la rénovation de 1998, deux fenêtres ont été rebouchées. 

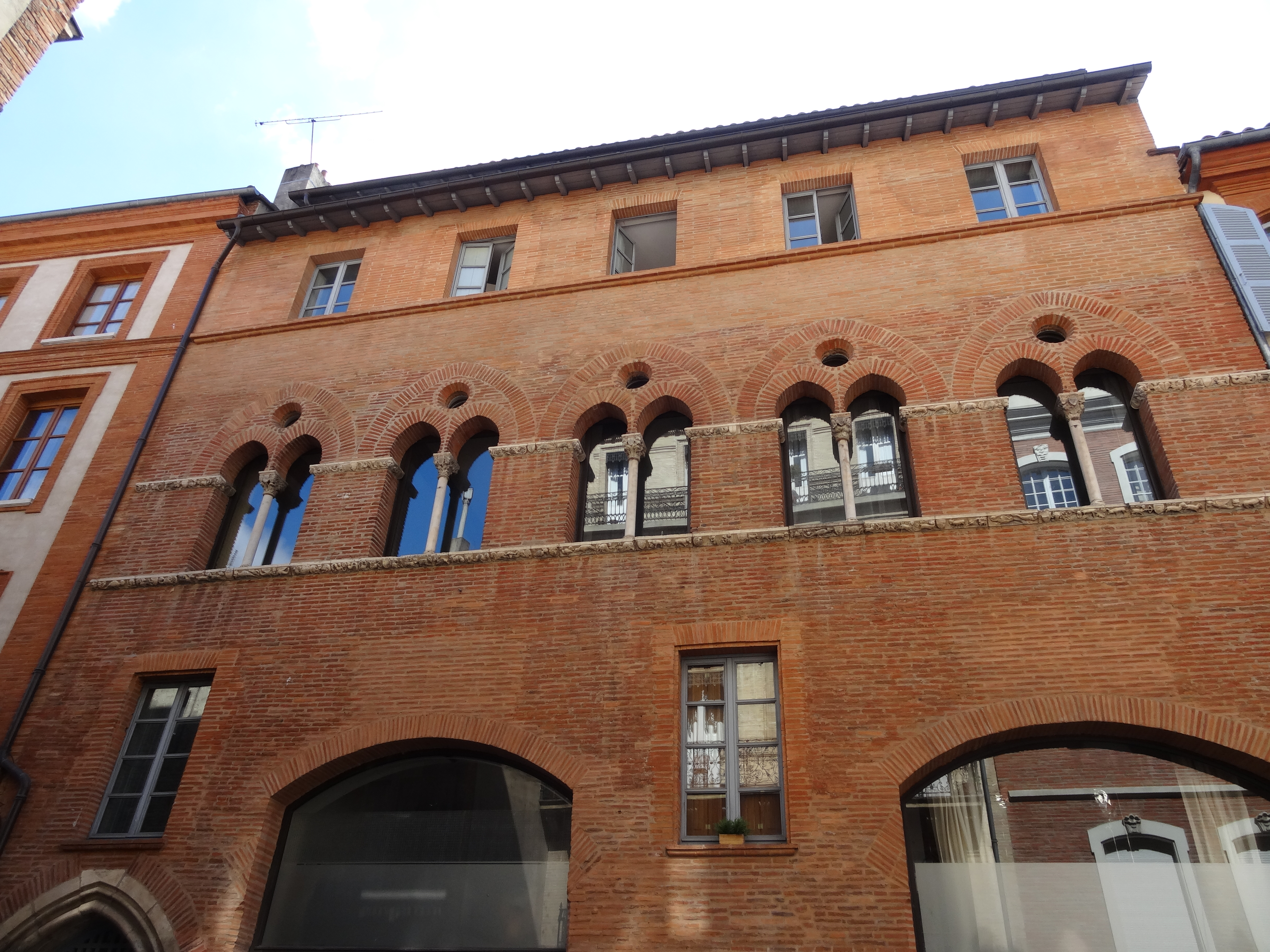
Élévation des trois étages.
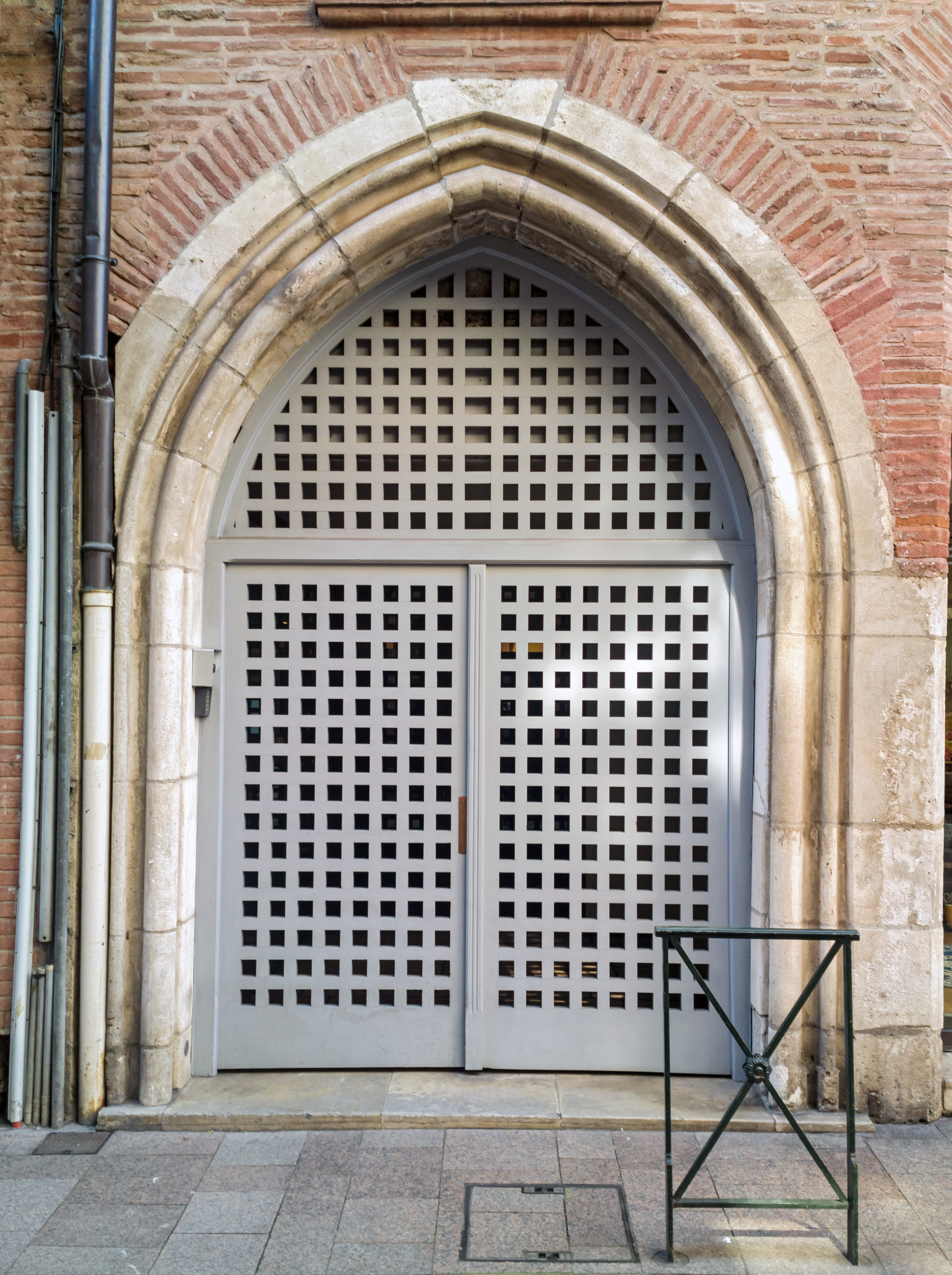
Porte gothique en arc brisé.

Le deuxième étage, qui n'était que le premier étage lors de la construction de la maison, est l'étage le plus intéressant, car il concentre toute la décoration. Celle-ci est due à un atelier composé d'au moins deux sculpteurs de talents inégaux, actifs dans la région au début du XIVe siècle, et dont le travail a été reconnu dans les chapiteaux du triforium du chœur de Notre-Dame du Bourg de Rabastens (achevé en 1318). 
Le niveau est percé de cinq baies géminées de style gothique, surmontées d'un arc de décharge brisé, et évidé d'un simple oculus rond : l'utilisation de la brique n'a pas permis que l'arc de décharge soit évidé par des remplages, comme sur les fenêtres en pierre. Les baies en arcs outrepassés brisés retombent au centre sur une colonnette décorée d'une base et d'un chapiteau. Les décors sculptés des chapiteaux ont conservé l'influence romane. Les motifs décoratifs sont variés : visages humains, monstres et animaux, feuillages et écussons. Les visages se distinguent les uns des autres par des coiffures différentes ou par la présence d'une barbe. Le troisième chapiteau est décoré de têtes de monstres ou de singes. Les petites faces des corbeilles, tournées vers l'intérieur et l'extérieur de la maison, sont décorées d'un écusson lisse. Le deuxième et le quatrième chapiteau sont décorés de feuillages sur les grandes faces latérales. Le cinquième chapiteau est orné sur les grandes faces d'écussons, sculptés l'un d'un petit arbre et l'autre d'une crosse. 
Un premier bandeau sculpté court sur la façade entre les baies, au niveau du sommier de ces mêmes baies et des chapiteaux. Malgré son étroitesse, il présente un décor original par la variété des motifs sculptés (monstres, animaux, visages humains, feuillages et palmettes), qui s'inscrit dans la continuité du décor des chapiteaux. Il est rythmé par seize écussons décoratifs, qui se trouvent aux extrémités et au milieu de chacun d'eux. La plupart de ces écussons sont lisses, mais trois sont ornés d'une croix sculptée. Les feuillages, palmettes et fleurs, ne sont utilisés que pour occuper les espaces laissés libres entre les différents personnages, humains, animaux ou monstres. Le thème de la musique est présent dans les sculptures et on trouve des anges, des monstres et des animaux musiciens : un âne et un mouton soufflent dans un cornet droit, un autre animal joue du tympanon, des manticores, une harpie et d'autres monstres jouent de la cornemuse, de la harpe, du luth, du tympanon, de la vièle et des castagnettes ou soufflent encore dans une corne, et des anges jouent du tambourin et du luth. Les thèmes de la vie animale et de la chasse sont également bien présents. On distingue des animaux domestiques : deux chiens, un coq affronté à une manticore et un taureau. Les animaux sauvages sont en revanche moins nombreux : on reconnaît un sanglier et un loup qui pourchasse un cerf. Les monstres sont nombreux, la plupart des oiseaux fantastiques. On trouve enfin quelques représentations humaines, telles un prince aux cheveux bouclés, le bras droit levé.
Un second bandeau sculpté court sur toute la façade, au niveau de l'appui des baies. Il est rythmé par treize écussons décoratifs, dont deux seulement sont sculptés, l'un d'une fleur, l'autre d'un animal. Les thèmes de la vie animale et de la chasse sont fortement présents. On distingue des animaux domestiques : un chien de berger attrapant un mouton et un chien de chasse attrapant un sanglier, un coq guetté par un renard, deux boucs affrontés et un taureau. D'autres scènes mettent en scène des animaux sauvages : un renard, un cerf, un sanglier et un oiseau. Les monstres sont en nombre équivalent aux animaux : une manticore avec une tête humaine et des oreilles d'âne, trois harpies, dont l'une couronnée, trois centaures, l'un tenant un arc, les deux autres armés d'une épée et d'un bouclier, et un griffon qui rejoint la scène du chien et du mouton. Les autres monstres sont plus difficilement reconnaissables, comme une harpie à tête de singe. On trouve enfin plusieurs représentations humaines, comme une reine penchée vers la rue.

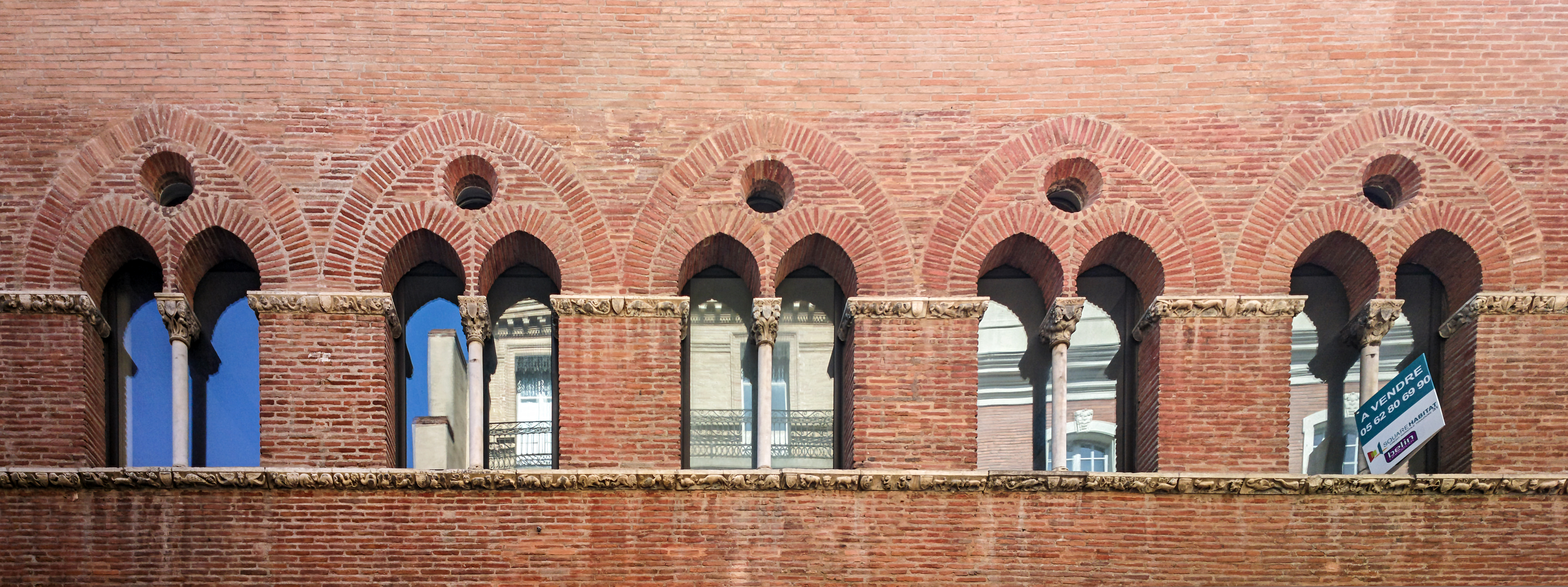
Baies géminées du deuxième étage.
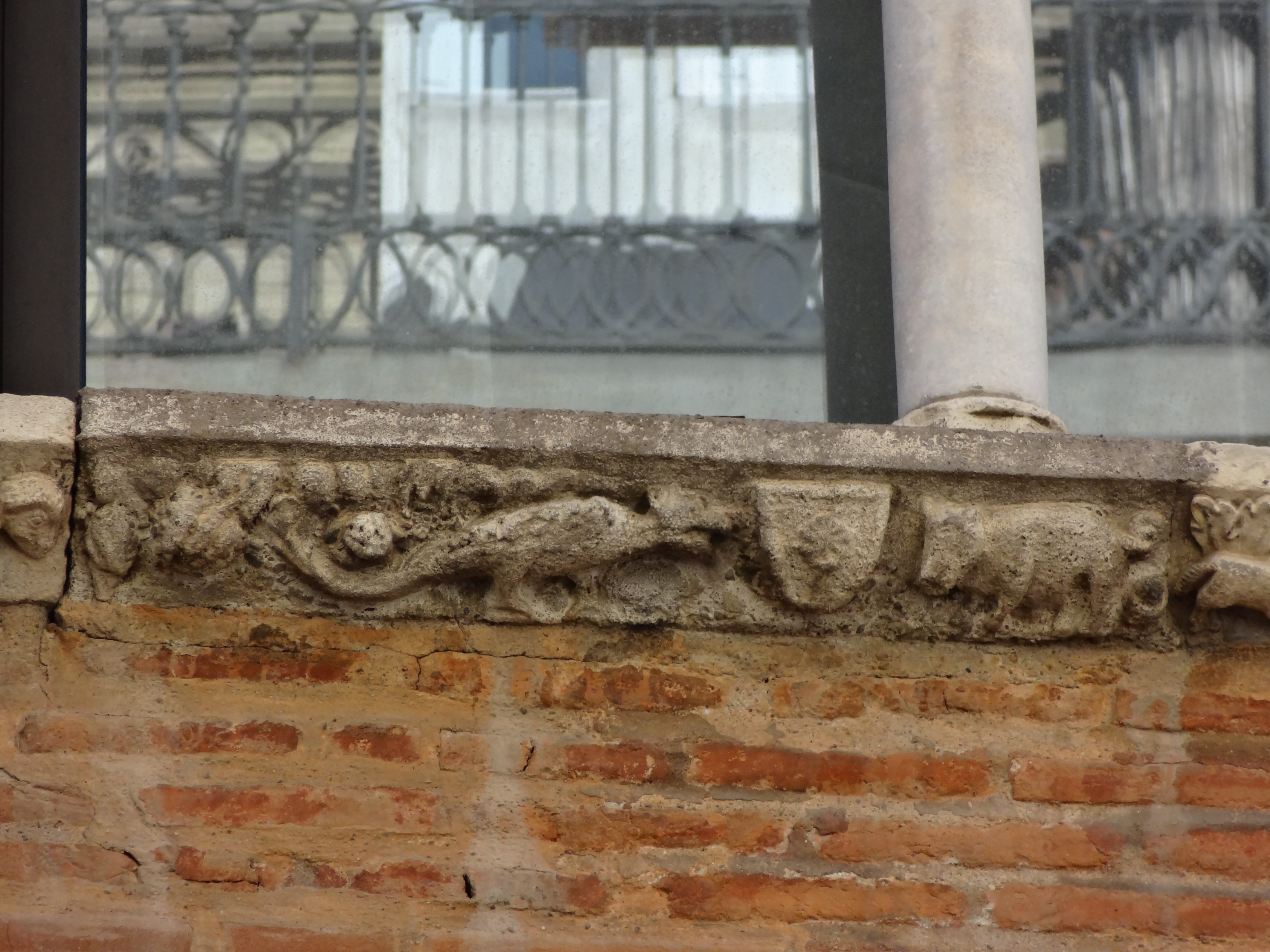
Détail du second bandeau (monstre hybride et sanglier).
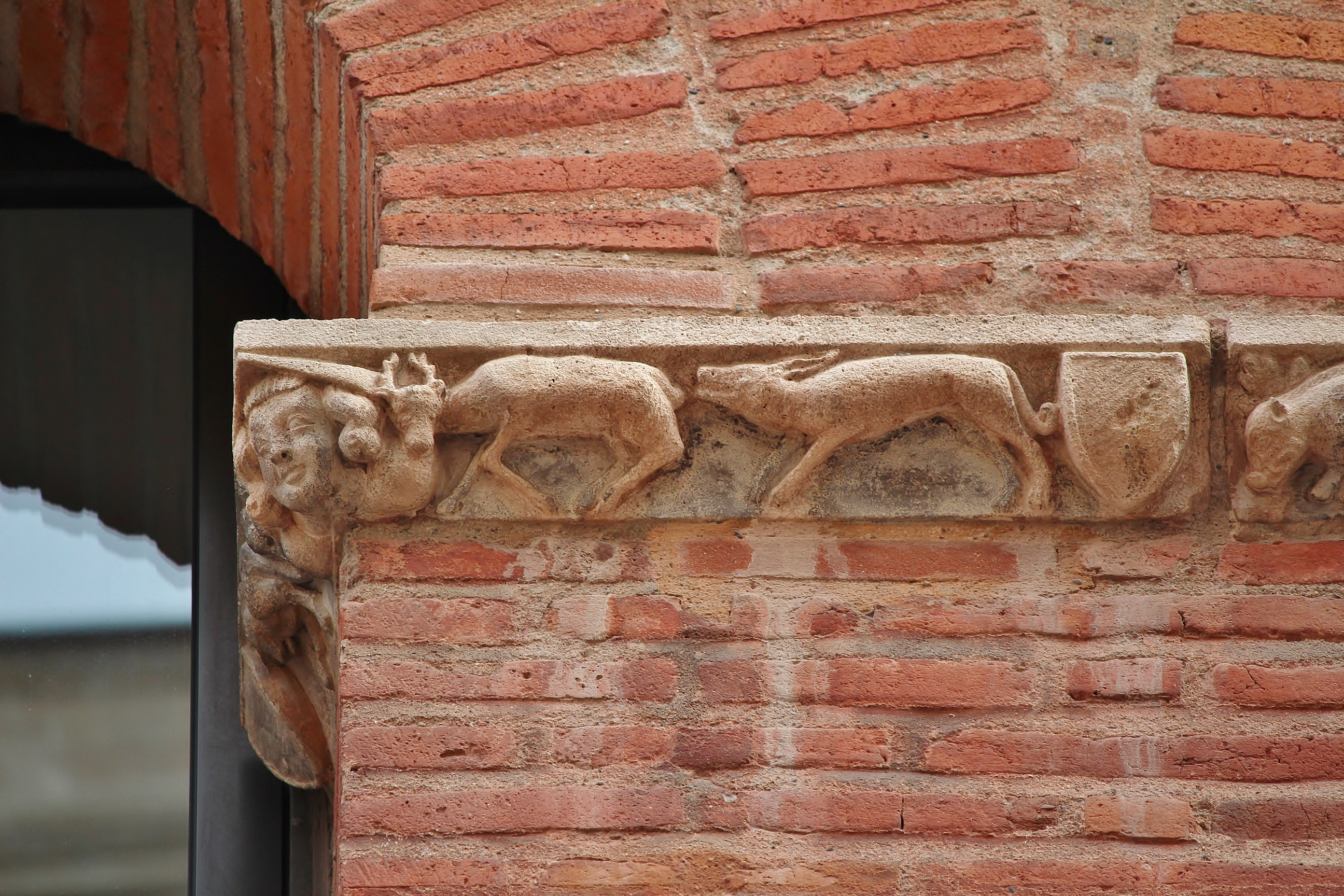
Détail de scènes de chasse.
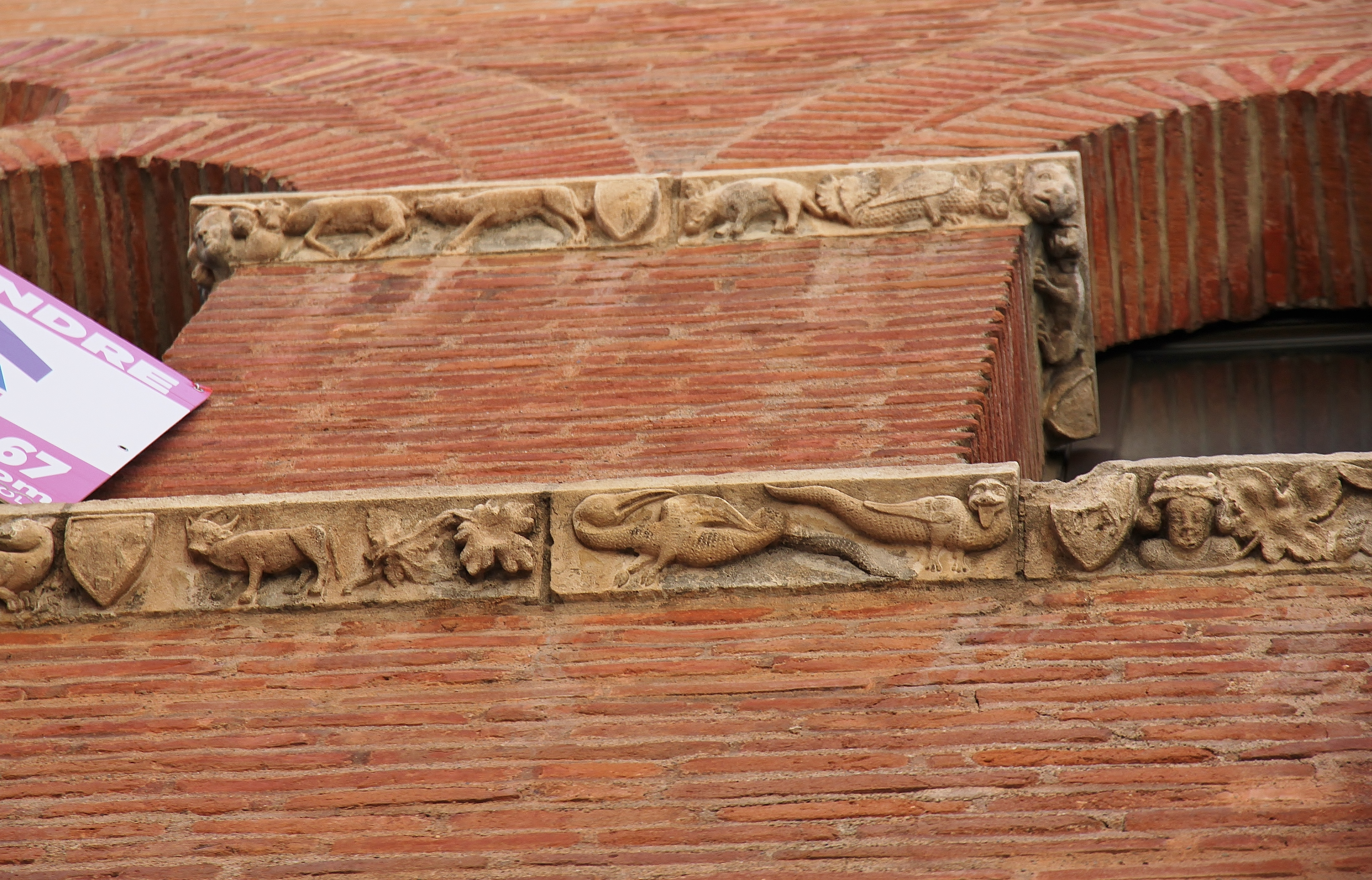
Créatures fantastiques.
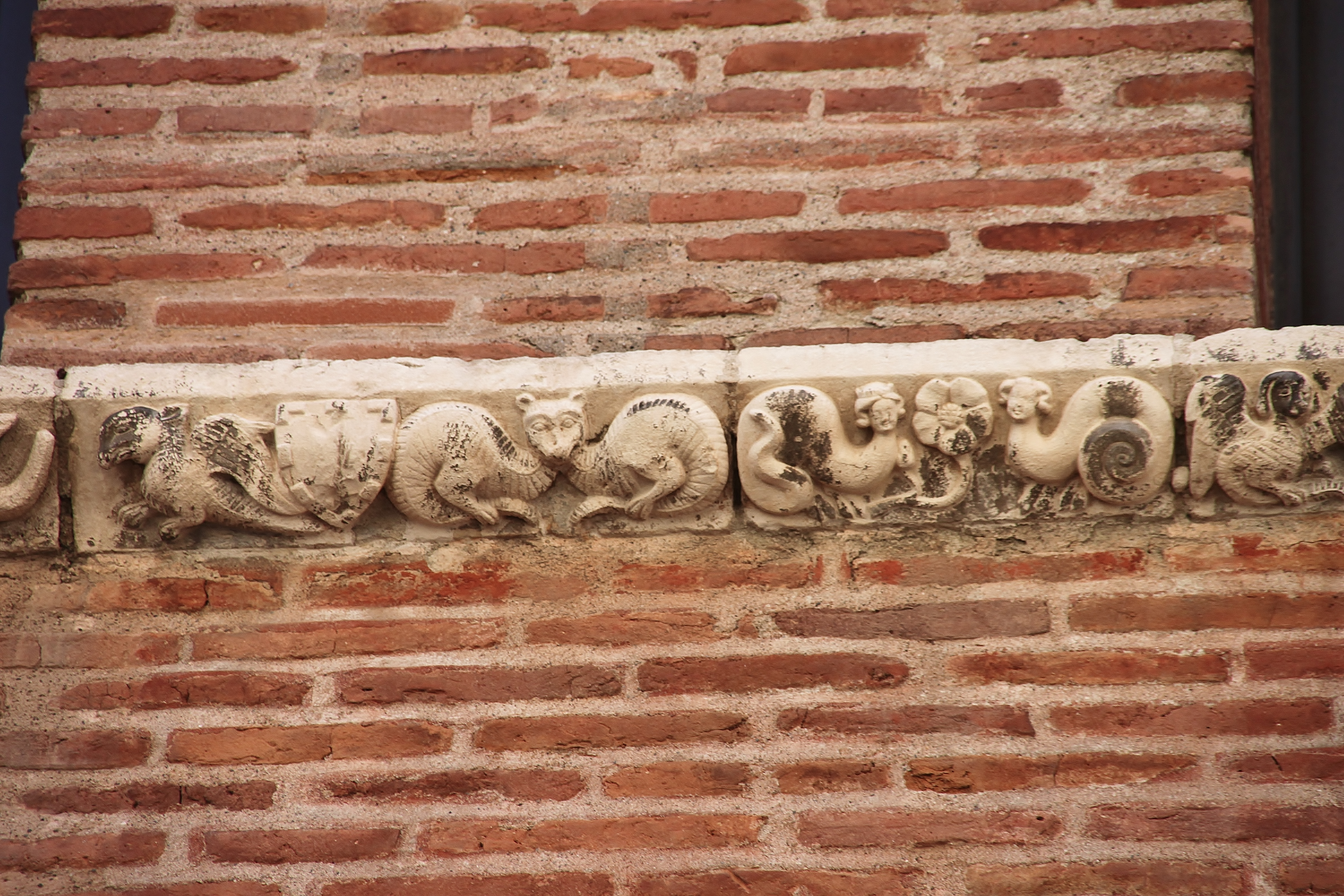
Créatures hybrides.
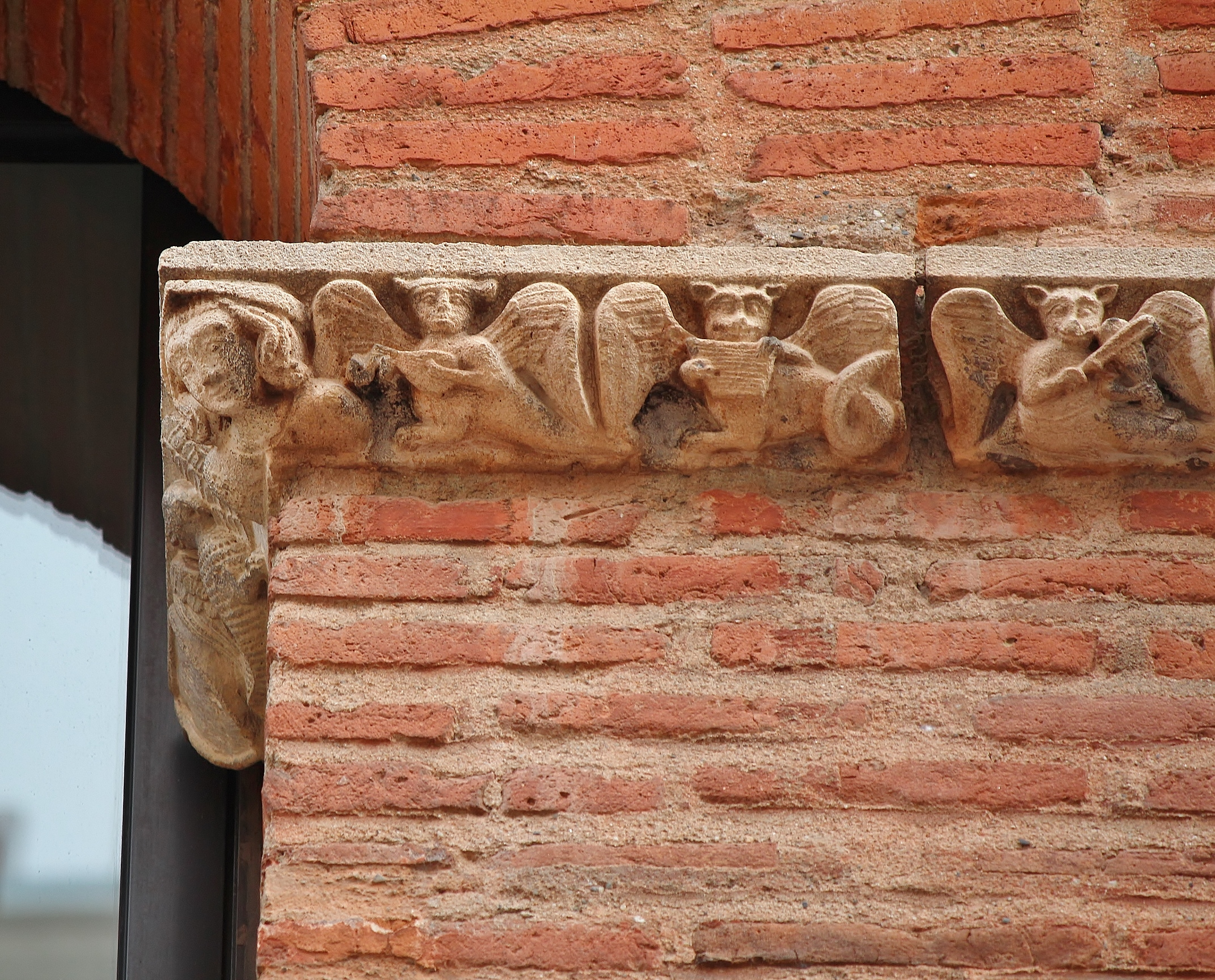
Détail de scènes de musique.
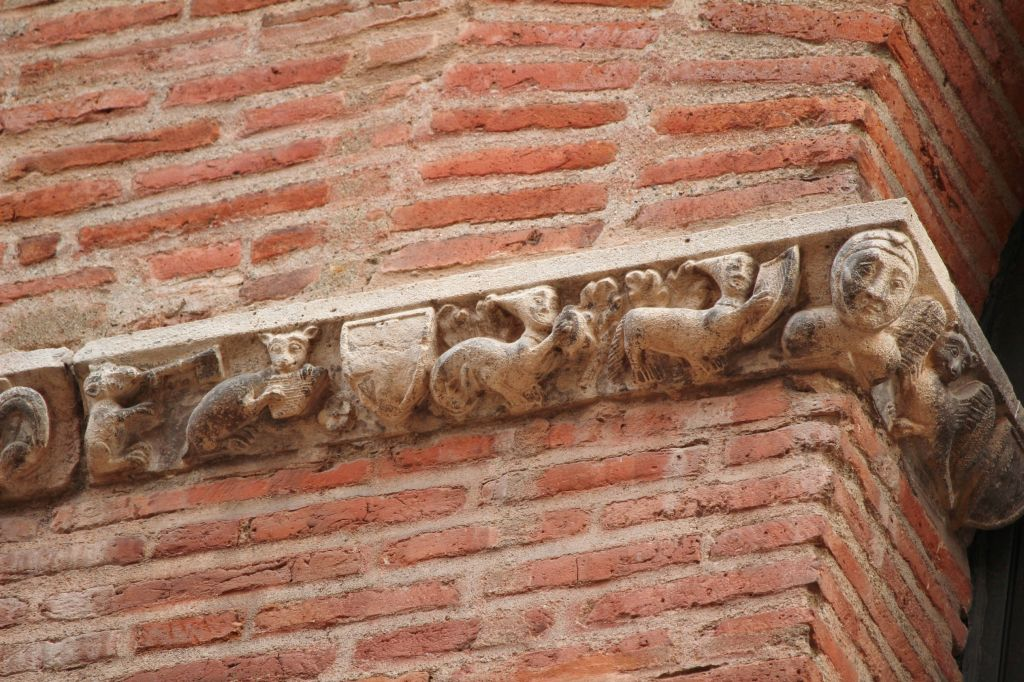
Détail de scènes de musique.

Le troisième étage a été ajouté lors de travaux en 1923. Il est percé de cinq fenêtres rectangulaires et dépourvu de décoration. Lors des travaux de restauration de 1998, une fine corniche de briques a été ajoutée, afin de signaler la limite de la construction médiévale en briques, alors que le dernier étage était à cette époque en pan de bois.